# Afwateringskanaal van Duurswold

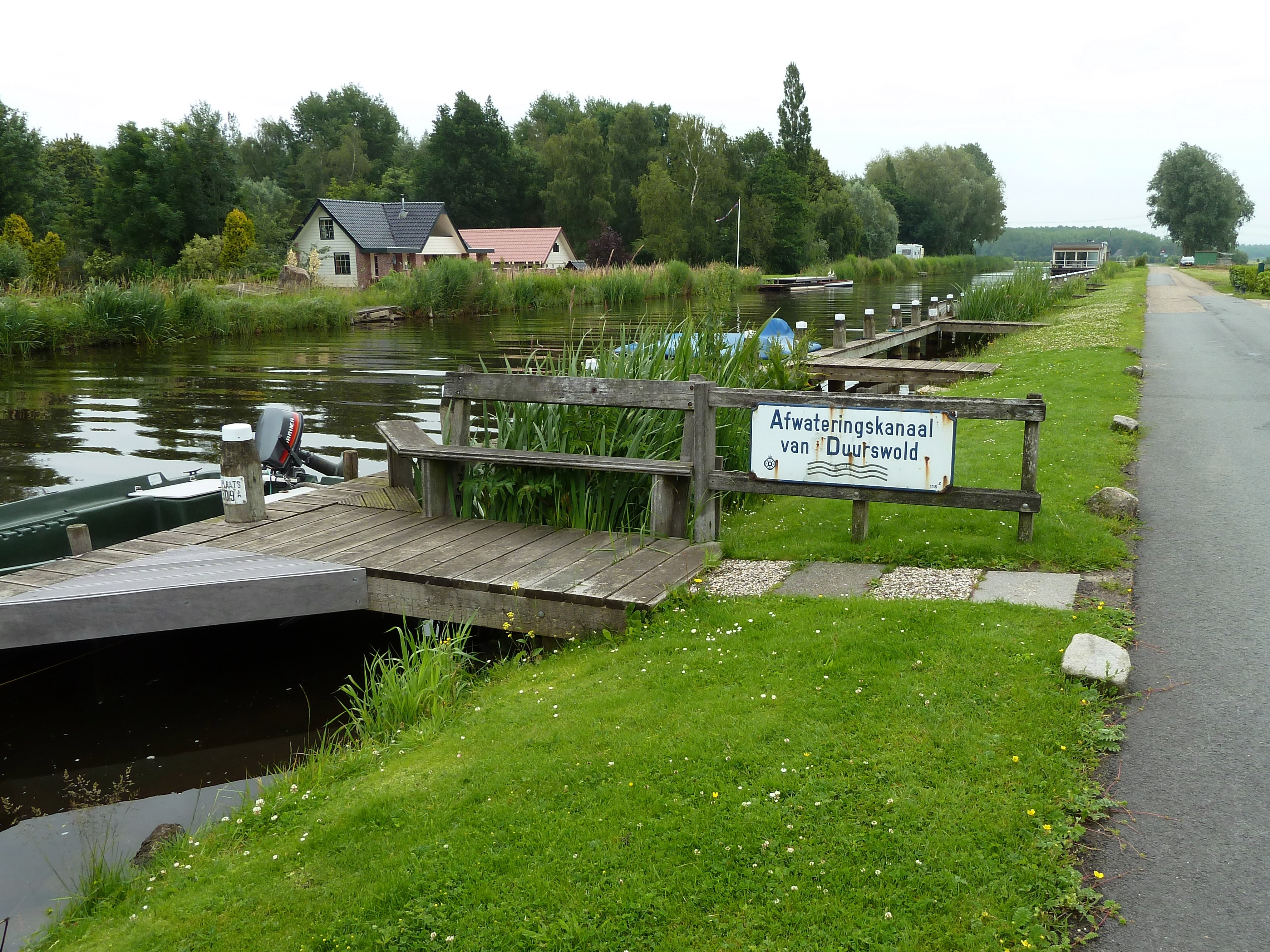
Het afwateringskanaal bij Steendam gezien vanaf de brug

Het Afwateringskanaal van Duurswold is een kanaal in de Nederlandse provincie Groningen dat tussen 1869 en 1871 werd gegraven voor de afwatering van de landstreek Duurswold.
Vanaf de inwerkingstelling tot 1986 werd het beheerd door het waterschap Duurswold (via het Eemszijlvest in 2000 opgegaan in het waterschap Hunze en Aa's). Het afwateringskanaal heeft een lengte van 19,1 kilometer en varieert in breedte van 13 tot 20 meter. De diepte bedraagt 2,85 tot 4,10 meter (K.P.).

## Schildmaar
Het afwateringskanaal start in het Slochterdiep bij het gehucht Schaaphok en loopt vandaar uit in noordnoordoostelijke richting langs het gehucht De Paauwen om vervolgens af te buigen naar het oosten en het Schildmeer in te stromen aan westzijde. Dit stuk volgt de loop van een maar of riviertje, namelijk het voormalige Schildmaar, ook wel (ook wel Schiltmaar of de Schilt genoemd). Dit riviertje verbond oorspronkelijk het Schildmeer met de Slochter Ae en de Fivel. Pas door het aanleggen van het Garreweerstermaar en De Groeve kreeg het Schildmeer een directe ontwatering naar het noorden.

## Borgwatering
Aan oostzijde van het meer stroomt het kanaal verder in oostelijke richting langs de dorpen Steendam, Tjuchem en Meedhuizen. Tussen Steendam en Tjuchem loopt het afwateringskanaal direct langs de Borgwatering (eerder: Burgwatering). Tussen Tjuchem en Meedhuizen doorsnijdt het afwateringskanaal een laaggelegen gebied waar vroeger het Meedhuizermeer lag. Ten oosten van Meedhuizen buigt het kanaal met een scherpe bocht af naar het noorden. Op deze scherpe hoek lag vroeger het Kleine- of Farmsummermeer. Het Meedhuizermeer werd direct na aanleg van het kanaal drooggemalen, het Kleinemeer volgde in 1908. 

## Farmsumermaar
De resterende loop van het afwateringskanaal volgt grotendeels de oude loop van het Farmsumermaar, vroeger ook Farmsumerdiep of Groote maar genoemd. Dit was het afwateringkanaal van het Farmsumerzijlvest, dat al in 1306 bestond.    
Ten westen van Geefsweer stroomt het afwateringskanaal onder het Eemskanaal door, via een tussen 1955 en 1957 aangelegde onderleider. Het kanaal stroomt vervolgens nog een paar honderd meter tussen het bedrijventerrein Oosterveld-Koveltemp en het dorp Farmsum door naar het noorden, waarna het ten oosten van het Eemsmondgebouw uitmondt in het Zeehavenkanaal.